# Mark Boyle
Mark Boyle (* 8. května 1979 Ballyshannon, Irsko) je irský environmentalista, známý jako Moneyless Man (Muž bez peněz). Je zakladatelem Freeconomy Community, založené na sdílení statků a dobrovolné skromnosti.
Vystudoval ekonomii na Galway-Mayo Institute of Technology, pracoval jako obchodník s biopotravinami, velký vliv na jeho názory měl Mahátma Gándhí. Dospěl k odmítnutí konzumního způsobu života a v letech 2008 až 2011 žil na anglickém venkově úplně bez peněz. Pořídil si karavan a notebook napojený na solární panely, na kterém psal články o svém způsobu života pro list The Guardian. Zeleninu si pěstoval sám, v lesích sbíral houby, ovoce a dřevo na topení.
O svém experimentu života bez peněz, jenž trval od 28. listopadu 2008 do 29. listopadu 2009, napsal knihu: Muž, který se zřekl peněz a přežil (2010, česky 2014, ISBN 978-80-264-0511-5).